# Cleitos Đen

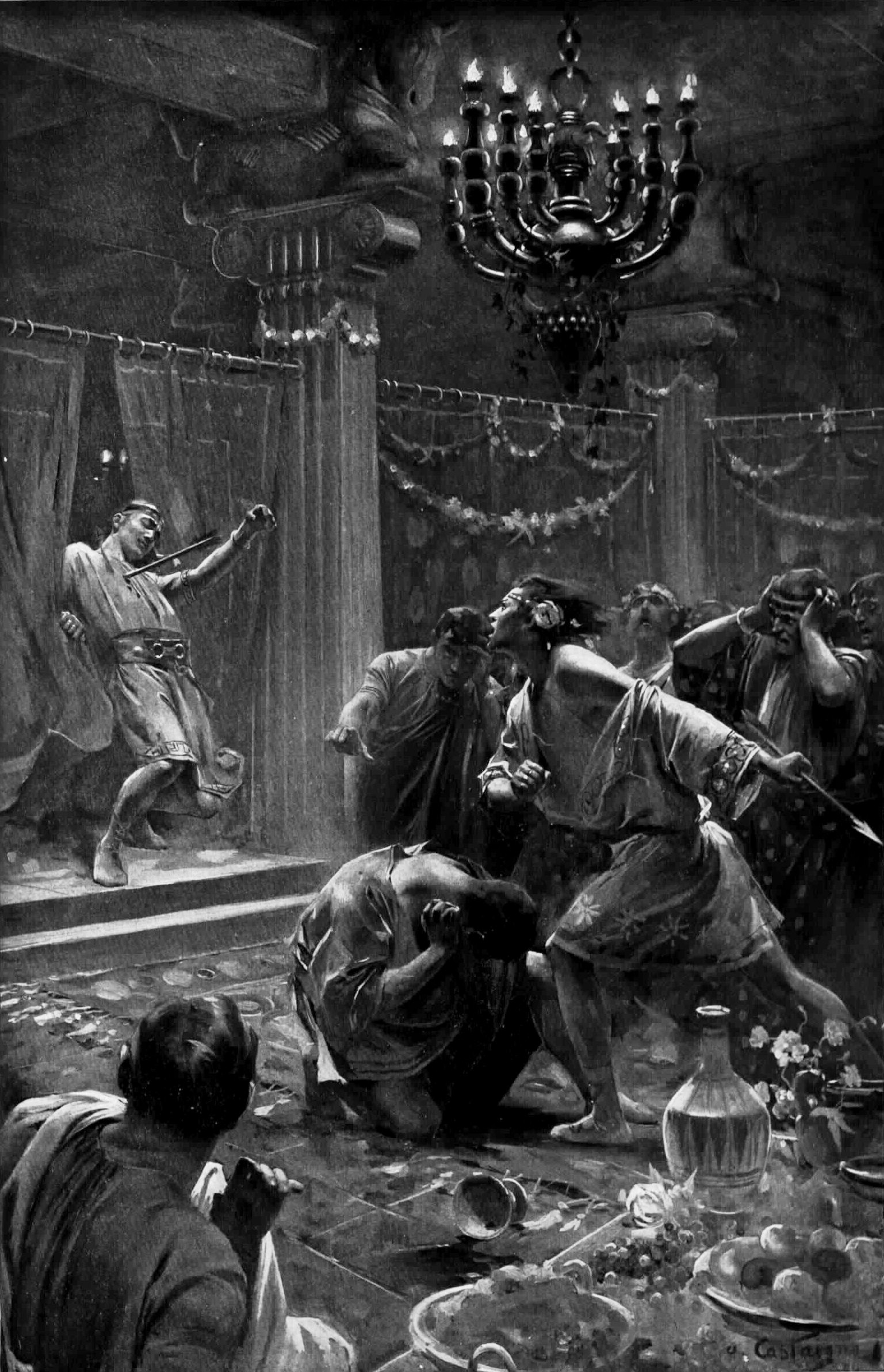
Alexander kills Cleitus, painting by Castaigne 1898-1899

Cleitos Đen (Ngoài ra còn được biết đến với tên Melas) (Κλεῖτος ο Μέλας) (khoảng 375 TCN-328 TCN) là tướng lĩnh trong quân đội Macedonia dưới sự lãnh đạo của Alexandros Đại đế. Ông là con trai của Dropides-người có thể thuộc về giới quý tộc Macedonia và có thể thuộc về phe giúp Philippos trở thành vua trong những tuần đầu tiên của năm 360 TCN-và là em trai bảo mẫu của Alexandros, Lanike.
Cleitos đã trở thành một sĩ quan kỵ binh trong lực lượng chiến hữu kị binh(heiteroi), một đơn vị gồm tám đội kị bin(mỗi đội gồm 225 người) và là vũ khí hiệu quả nhất của Macedonia trong trận chiến. Chỉ huy tổng thể của nó là Philotas, con trai vị tướng đáng tin cậy nhất của Philippos, Parmenion.Vị trí chính xác của Cleitos trong lực lượng chiến hữu kị binh không rõ ràng, nhưng ông có thể đã là chỉ huy của agema, đội kị binh phục vụ như là vệ sĩ của nhà vua.
Cleitos đã cứu mạng Alexandros tại trận Granicus năm 334 trước Công nguyên, khi bản thân Alexandros bị tấn công bởi Rhoesaces và Spithridates. Cleitos chặt cánh tay Spithridates trước khi phó vương Ba Tư có thể vung nó xuống người Alexandros. Ông chắc chắn là chỉ huy của lực lượng agema trong trận Gaugamela (1 tháng 10 năm 331 TCN).
Lần tiếp theo ông được nhắc đến là ở Susa, một trong những thủ đô của đế chế Achaemenid, nơi ông bị ốm. Năm 330TCN, ông đã mang quân tiếp viện Macedonia tới Parthia, nơi ông kết hợp lực lượng với Alexandros vào tháng Chín. Đến lúc này, ông là một sĩ quan đáng tin cậy nhất của Alexandros, và ông là người kế tục của Philotas khi ông ta bị cáo buộc tội phản quốc vào tháng 10 năm 330 và bị hành quyết. Cleitos có thể không tham gia trong vụ buộc tội cấp trên của mình, mà có thể được chủ mưu bởi một sĩ quan khác, Crateros.
Tuy nhiên, Alexandros đã học được một bài học từ vụ Philotas: là rất nguy hiểm khi để cho một người duy nhất chỉ huy lực lượng chiến hữu kị binh. Vì vậy, Cleitos đã phải chấp nhận một chỉ huy thứ hai, phó tướng, Hephaestion, người bạn thân cận nhất của Alexandros.
Trong những năm 329 và 328TCn, các trận chiến xảy ra trong Bactria và Sogdia, những tỉnh ở phía đông bắc của đế chế Achaemenid. Vì hầu hết các cuộc giao tranh đã xảy ra trên lưng ngựa, chúng ta có thể mong chờ rằng các tướng lĩnh của lực lượng chiến hữu kỵ binh có thể dễ nhận thấy trong các nguồn của chúng ta, nhưng họ vắng mặt. Lý do là đơn vị của Hephaestion và Cleitos là quá lớn đối với cuộc chiến tranh du kích ở Sogdia. Nó được chia thành các đơn vị nhỏ hơn và Hephaestion chỉ huy một trong số chúng. Cleitos được bổ nhiệm làm phó vương tương lai của Bactria và Sogdia, một chức vụ vô cùng quan trọng. (Trong đế chế Achaemenid, chức vụ này được giao cho hoàng thái tử.)
Cái chết của Cleitos đã diễn ra tại một cuộc họp của các tướng ở nơi mà hiện nay là thị trấn Samarkand. Hầu hết các thành viên đã khá say rượu, nhiều triều thần đã tâng bốc Alexandros, người đã giành chiến thắng một cuộc chiến khó khăn trong sa mạc Sogdia. Một số gọi ông là con trai của thần Zeus Ammon và coi thường người cha con người của Alexandros, Philippos, những người khác làm trò đùa về các chỉ huy đã bị đánh bại và bị giết bởi Spitamenes vị lãnh tụ bản địa. Alexandros cũng đã công bố tổ chức lại các chức vụ chỉ huy. Cụ thể, Cleitos đã được giao cho chỉ huy 16.000 lính đánh thuê Hy Lạp bại trận, những người trước đây đã chiến đấu cho vua Ba Tư ở phía bắc để chống lại những người du mục thảo nguyên Trung Á.
Cleitos biết rằng ông sẽ không còn được ở gần nhà vua và sẽ là một người đàn ông bị lãng quên. Tức giận khi nghĩ đến chỉ huy những gì ông cho là loại binh sĩ thấp kém, chiến đấu với những cư dân du mục ở giữa những khoảng hư không, ông đã nói hết tâm trí của mình. Để làm cho vấn đề tồi tệ hơn, khi Alexandros kiêu ngạo khoe khoang rằng thành tích của ông là vĩ đại hơn so với cha ông, Phillippos II, Cleitos trả lời bằng cách nói rằng Alexandros không phải là vua hợp pháp của người Macedonia, và rằng tất cả các thành tựu của ông là do cha ông. Alexandros kêu gọi bảo vệ mình, nhưng họ không muốn can thiệp vào một cuộc tranh cãi giữa những người bạn.
Alexandros đã ném một quả táo vào đầu Cleitos và ra lệnh lấy một con dao găm, nhưng các chiến hữu của hai người đã giấu hết những con dao găm và đuổi Cleitos ra khỏi phòng. Tuy nhiên, Cleitos đã cố để quay trở lại phòng và nói những lời nói xúc phạm nhiều hơn với Alexandros. (Có thể là Cleitos đã không rời khỏi phòng). Tuy nhiên, các nguồn đồng ý rằng tại thời điểm này Alexander đã cầm lấy một ngọn giáo, và sử dụng nó, giết Cleitos ngay tại chỗ. Alexandros cảm thấy cay đắng và sau này hối tiếc vì đã giết chết người bạn của mình.
Động cơ của Cleitos trong cuộc tranh cãi đã được giải thích theo nhiều cách khác nhau. Cleitos có thể đã tức giận Alexandros khi ông chấp nhận ngày càng nhiều phong tục của người Ba Tư. Sau cái chết của vua Darius III, Alexandros đã được coi như vị vua hợp pháp của đế quốc Ba Tư. Alexandros bây giờ sử dụng hoạn quan như Bagoas (không nên nhầm lẫn với một Bagoas, một đại thần cao cấp khác người Ba Tư).
Cái chết của Cleitos dưới bàn tay của Alexandros được mô tả trong một cảnh của phim Alexander. Cảnh này được dự định là "bước ngoặt" trong chiến dịch, khi các tướng lĩnh Macedonia bắt đầu nhấn mạnh rằng Alexander nên trở về nhà. Bộ phim, tuy nhiên, đã sai lầm khi mô tả cái chết của Cleitus diễn ra ở Ấn Độ.